# Списък на реките в България по водосборни басейни

## Разпределение на реките в България по водосборни басейни
| Водосборен басейн                           | Над 100 км | От 50 до 99 км | От 20 до 49 км | Общо |
| ------------------------------------------- | ---------- | -------------- | -------------- | ---- |
| 1. Черно море, в т.ч.                       | 20         | 35             | 109            | 164  |
| 1.1. река Дунав                             | 15         | 27             | 71             | 113  |
| 1.2. реки, вливащи се директно в Черно море | 5          | 8              | 38             | 51   |
| 2. Бяло (Егейско море), в т.ч.              | 12         | 29             | 120            | 161  |
| 2.1. река Марица, в т.ч.                    | 8          | 22             | 81             | 111  |
| 2.1.1. река Арда                            | 1          | 2              | 12             | 15   |
| 2.1.2. река Тунджа                          | 1          | 4              | 18             | 23   |
| 2.2. река Струма                            | 2          | 7              | 25             | 34   |
| 2.3. река Места                             | 2          | –              | 14             | 16   |
| Общо                                        | 32         | 64             | 229            | 325  |

## Главен вододел
Цялата територия на България от 111 хил. км2 попада в два водосборни басейна – Черно море и Бяло море (Егейско море). Към водосборния басейн на Черно море се отнасят 57% (или 63 270 км2) от площта на страната, в т.ч. – към водосборния басейн на река Дунав 45% (или 49 950 км2), а останалите 12% (или 13 320 км2) – на реките вливащи се директно в Черно море. Към водосборния басейн на Бяло море (Егейско море) се отнасят останалите 43% (или 47 730 км2), в т.ч. водосборен басейн на река Марица – 71,6% (или 34 166 км2), река Струма – 22,6% (или 10 797 км2) и река Места – 5,8% (или 2767 км2).
Границата между двата водосборни басейна или т.н. Главен воводел започва от границата със Сърбия в планината Кървав камък (1737 м), продължава на изток към Ерулска планина (1481 м), пресича с кратки завои на север и на юг планините Стража (Парамунска планина) (1389 м) и Любаш (1399 м), завива на северозапад по билото на Завалска планина (1181 м), а след това на югоизток по билото на планината Вискяр до най-високия ѝ връх Мечи камък (1077 м). В този си участък главният вододел в България отделя водосборните басейни на реките Нишава на север и Струма на юг.
От Мечи камък вододелът продължава на югоизток по билата на планините Вискяр и Люлин, пресича Владайската седловина (864 м), и се изкачва на югоизток по склоновете на Витоша до най-високия ѝ връх Черни връх (2290 м). Оттам продължава на юг, пресича Букапреслапската седловина (1109 м), завива на югоизток по билото на планината Верила, пресича Клисурската седловина (1025 м), и се изкачва по билата на Рила. Първоначално на юг през Белчинска планина (Лакатишка Рила) с връх Зекирица (1734 м), след това на югозапад през седловината (1650 м) недалеч от хижа Вада по рида над Седемте рилски езера към връх Харамията (2465 м), на юг към връх Дамга (Вазов връх) (2669 м), от него завива постепенно на изток по билото над циркуса на Урдини езера към връх Мальовица (2729 м), следва все на изток поредицата скалисти върхове до Лопушки връх (2698 м), после се снижава на юг до седловината Кобилино бранище (2145 м), която отделя Северозападна от Средна Рила. По-нататък вододелът изписва своеобразна дъга на изток, юг и югозапад по билата на Водния чал (2683 м), Маринковица, Шишковица и Венеца до връх Йосифица (2696 м), и достига на юг до тройния оро-хидрографски възел връх Канарата (2691 м). В този си участък вододелът отделя на североизток водосборния басейн на река Искър от водосборния басейн на река Струма на югозапад.
От връх Канарата вододелът продължава на изток-югоизток и достига най-южната си точка – седловината Горни куки (ок. 2450 м), югоизточно от връх Чемерна (2511 м), която отделя Средна от Източна Рила, продължава на изток и при връх Ковач (2634 м) завива на север, a след седловината Джанка (2346 м) билото значително се повишава за да достигне до връх Мусала (2925 м), като тук водите на Искър на север и на запад се отделят от водите на река Места на юг и на изток.
От връх Мусала чак до границата с Турция в планината Странджа главният вододел е граница между реките оттичащи се към река Дунав и реките вливащи се директно в Черно море от една страна, и реките принадлежащи към водосборния басейн на река Марица от друга.
От връх Мусала границата се спуска на север до Боровецката седловина (1324 м), преминава по билото на рида Шумнатица, пресича западното гърбище на Септемврийски рид, минава източно от язовир „Искър“, завива на изток през седловината Ушите и село Вакарел, изкачва се до най-високия връх на рида Белица – Голяма Икуна (1221 м), завива на север по гърбището на рида Гълъбец и достига до връх Звездец (1655 м) в Етрополска планина на Стара планина. В този си участък главният вододел служи за граница между водите оттичащи се на запад и северозапад към река Искър и на изток и югоизток към река Марица.
От връх Звездец в Етрополска планина до прохода Вратник (921 м) главният вододел следи билото на Стара планина, като в този си участък на север остават водосборните басейни на реките Искър, Вит, Осъм и Янтра, а на юг – на реките Марица и Тунджа.
От прохода Вратник започва границата между водосборните басейни на реките вливащи се директно в Черно море и реките принадлежащи към басейна на река Тунджа. Главният вододел следи билата на Сливенска и Стидовска планина, пресича Карнобатския проход (310 м) и продължава на изток по билото на Карнобатска планина до бившето село Рътлина. От там завива на юг, след това на запад по билото на възвишението Хисар и достига на югозапад до връх Асанбаир (515 м), най-високата точка на възвишението Бакаджици. От върха вододелът следи билото на възвишението на югоизток, преминава през няколко изолирани възвишения, достига до планината Странджа и се изкачва по билото ѝ до българо-турската граница, недалеч от село Странджа.

## Списък на реките в България над 20 км по водосборни басейни
Списъкът е съставен на следния принцип: море – река – приток от първи порядък – приток от втори порядък и т.н. Пред всеки от притоците, от първи порядък нататък със съответната стралка са показани кой приток от коя страна на реката се влива: → ляв приток, ← десен приток, считано по посоката на течението на реката с по-голям порядък. За реките вливащи се в река Дунав, преди стрелката е показан и километърът, на който се вливат, броен от устието нагоре по реката. След името на реката са показани нейната дължина в километри (km) и площта на водосборния ѝ басейн в квадратни километри (km2). Ако част от реката или част от водосборния ѝ басейн са извън пределите на страната, след съответните числа е сложена звездичка (*), ако има налични данни за съответните параметри на територията на България, то те са сложени в скоби.

### Черно море
- Дунав – 2852* (в България – 471 km) / 802 266* km2 (в България – 49 950 km2)

- ← Морава – 217* / 37 444* (в Сърбия)

- ← Южна Морава – 295* / 15 469* (в Сърбия)

- ← Нишава – 218* (в България – 40) / 3950 (в България – 1237)

- ← Забърдска река
- → Габерска река – 36* / 191*
- → Ерма – 74* km (в България – 25) / —

- ← Ябланица – 25 / 140

- ← Височица (Комщица, Темска река) – 71* (в България – 16,7) / —

- 846 ← Тимок – 202* km (в България – 15) / 4630*
- 785 ← Тополовец (Тополовица) – 67,6 /583

- → Рабровска река (Бойнишка река) – 26 / 137
- → Делейнска река – 33 /102

- 783 ← Войнишка река – 55,2 / 276

- → Добрянов дол
- ← Калчовец

- 781 ← Видбол – 61,8 / 330
- 769 ← Арчар – 59,4 / 365

- ← Салашка река (Вещицка река) – 27 / 124

- 763 ← Скомля – 41,6 / 163
- 742 ← Лом – 92,5 / 1240

- → Стакевска река – 34 / 328

- ← Чупренска река – 27 / 120

- ← Нечинска бара (Банска бара, Гаговица) – 30 / 222

- 716 ← Цибрица – 87,5 / 934

- → Цибър – 30 / 138
- → Душилница – 35 / —

- 685 ← Огоста – 141,1 / 3157

- → Превалска река (Превалска Огоста) – 19 / 94
- ← Дългоделска Огоста (Дългиделска Огоста) – 29 / 249

- → Копиловска река (Копиловска Огоста)
- → Помеждинска река

- ← Златица – 25,6 / 117 (влива се в язовир „Огоста“)
- ← Бързия – 35 / 241 (влива се в язовир „Огоста“)
- ← Шугавица – 46 / 213

- → Реката

- → Чертино

- ← Ботуня – 69 / 732

- ← Въртешница (Лева река) – 38 / 292

- ← Рибине – 47 / 269
- ← Скът – 134 / 1074

- → Бързина – 37 / 244

- 637 ← Искър – 368 / 8646

- → Черни Искър – 23 / 237
- ← Бели Искър – 28 / 91
- ← Бистрица (Мусаленска Бистрица, Боровецка Бистрица) – 19 / 57
- → Палакария – 39,2 / 402 (влива се в язовир „Искър“)

- → Лустра

- ← Шипочаница (Шипочница) – 28 / 120 (влива се в язовир „Искър“)
- → Планщица
- → Железнишка река (Ведена)

- ← Егуля

- → Бистрица (Витошка Бистрица) – 12,8 / – (влива се в Панчаревското езеро)

- → Янчовска река
- ← Мали дол
- ← Лева река

- → Перловска река – 31 / 257

- → Боянска река
- → Владайска река – 37 / 151

- → Суходолска река – 24 / 50

- ← Лесновска река (Стари Искър) – 65,2 / 1096

- → Вуковик
- ← Азмак
- ← Макоцевска река – 43 / 227
- ← Елешница (Матица) – 30 / 132

- → Банкя (Какач)
- → Блато – 30 / 774

- ← Сливнишка река – 38,1 / 173
- ← Костинбродска река (Беличка река) – 32 / 104
- → Крива река – / —

- ← Батулийска река (Ябланица) – 40,2 / 256

- → Елешница (Бакьовска река) – 26 / 78

- → Искрецка река – 22 / 57
- → Пребойница
- ← Габровница – 22 / 96
- ← Малката река
- ← Малки Искър – 85,5 / 1284

- → Суха река
- ← Стара река
- → Бебреш – 46 / 492

- → Конаревец
- ← Калница
- → Боговина

- → Косматица
- ← Златна Панега (Панега) – 50,3 / 350

- → Батулска река
- ← Дъбенска река
- → Белянска река

- → Габарска река
- → Гостиля – 40 / 320

- 609 ← Вит – 188,6 / 3225

- → Черни Вит – 27 / 185

- → Свинската река

- ← Бели Вит – 36 / 359

- ← Дебелщица
- → Заводна
- → Костина (Свинарска река)
- → Брязовска река
- ← Васильовска река

- ← Калник – 41 / 263

- → Лесидренска река – 19 / 81
- → Команска

- ← Каменица – 49 / 498

- ← Катунецка река (Катунешка река, Тоша) – 43 / 211

- ← Мирьова
- → Елешница

- ← Барата
- ← Чернялка – 27,6 / —
- ← Тученица – 35 / —

- 599 ← Осъм – 314 / 2824

- → Бели Осъм – 28,2 / 240,4

- → Ръждавец

- ← Черни Осъм – 36 / 218
- → Команска река – 21 / 71

- ← Лопушница

- → Суха река – 28 / 62
- → Дрипла – 20 / 64
- ← Гостиня
- → Шаварна (Бара, Пелишатска река) – 30 / 140

- → Пордимска река

- ← Ломя – 38 / 170

- 555 ← Барата – 39 / —
- 536 ← Янтра – 285,5 / 7862

- → Бялата река
- → Сивяк

- → Исловица

- ← Моторски дол
- → Паничарка

- ← Борущица
- ← Левичарка
- ← Козята река

- ← Белица – 57 / 740

- → Еньовица
- → Дряновска река (Енчовска река) – 59 / 336

- ← Стара река (Лефеджи, Лефеджа) – 92 / 2458

- → Тинева река
- ← Карадере (Горно Карадере)
- ← Карадере (Долно Карадере) – 27 / 124

- → Акдере

- ← Голяма река (Биюкдере) – 75 / 864

- → Казълдере (Горно Казълдере) – 22 / 63 (влива се в язовир „Ястребино“)
- ← Ялъдере (влива се в язовир „Ястребино“)
- → Казълдере (Долно Казълдере)

- → Веселина (Джулюница) – 70 / 882

- ← Златаришка река – 57 / 187

- ← Костелска река (Марянска река) – 20 / 92

- ← Бебровска река (Каменица) – 35 / 187

- → Росица – 164 / 2262

- ← Мала Бухалница
- → Багреница
- → Бяла река

- → Суха Бяла река
- ← Мокра Бяла река

- ← Маришница

- ← Голищица

- → Негойчевица
- ← Лопушница – 22 / 148
- → Видима – 68 / 554

- → Лява Видима
- → Червещица
- ← Граднишка река – 21 / 23

- ← Чопарата – 21 65
- → Крапец – 34 / 140 (влива се в язовир „Александър Стамболийски“)
- → Мъгъра (Бравец) (влива се в язовир „Александър Стамболийски“)
- ← Негованка – 46,3 / 172,7
- ← Бохот (Бохотя, Курудере) – 32 / 99

- → Елийска река – 32 / 262
- → Студена – 45 / 413

- 498 ← Русенски Лом – 50 / 2374

- → Черни Лом – 130 / 1276

- ← Дермендере
- ← Къзъларско дере
- → Поповски Лом (Калакоч) – 20 / —
- → Баниски Лом – 57 / 591

- ← Каяджик

- ← Бели Лом – 147 / 1549

- → Хлебаровска река (Долапдере) – 23 / 97
- → Малки Лом – 57 / 338

- 458 ← Топчийска река – 75 / – (влива се в Дунав като суходолие)
- 440 ← Царацар (Демирбаба, Крапинец) – 108 / 1060 (влива се в Дунав като суходолие)

- → Война (Лудня) – 35 / —
- → Чаирлък (Текедере) – 35 / —

- 405 ← Сенковец (Сазлъка, Сенкувча) – 90 / – (влива се в Дунав като суходолие)

- ← Ясенковец (влива се в Сенковец като суходолие)

- ← Канагьол (Казалък) – 110* / 1745* (влива се като суходолие в езерото Гърлица на румънска територия)

- ← Хърсовска река – 91 / – (влива се в Канагьол като суходолие)

- ← Суха река – 126* / 2404* (влива се като суходолие в езерото Олтина на румънска територия)

- → Карамандере (Долапдере, Янъкдере) – 66,1 / 628,9

- → Тулумдере

- ← Добричка река – 70 / – (влива се в Суха река като суходолие)

- Шабленска река – 31 / 95 (влива се в Шабленското езеро)
- Батова река (Батовска река) – 38,7 / 339

- ← Голямата река

- Провадийска река – 119 / 2132 (влива се в Белославското езеро)

- ← Мътнишка река (Мътеница, Мадара) – 38 / 175
- → Крива река – 48 / 218
- → Златина – 23 / 149
- ← Главница (Аннадере) – 41 / 374
- → Манастир
- → Девня – 27 / 201 (влива се в Белославското езеро)

- Камчия – 46 / 5358

- → Голяма Камчия (Тича) – 199 / —

- → Черна река
- ← Герила – 21 / 95 (влива се в язовир „Тича“)
- → Драгановска река (Вардунска река) – 25 / 133 (влива се в язовир „Тича“)
- ← Елешница – 30 / 179 (влива се в язовир „Тича“)
- → Врана – 68 / 938

- → Керизбунар – 24 / 214
- → Пакуша (Лакоша, Чираджи, Чиранджи) – 33 / 158
- ← Калайджи – 22 / 93

- ← Кралевска река – 22 / 66

- → Поройна – 26,5 / 72
- → Стара река (Текедере) – 32 / 128
- ← Брестова река – 31 / 175

- ← Луда Камчия – 200,9 / 1612

- → Котленска река (Котелшница) – 25 / 232

- ← Нейковска река

- → Медвенска река – 20 / 61
- ← Бяла река
- ← Голяма река (Алмадере) – 25 / 113
- ← Балабандере – 24 / 70,5

- ← Елешница – 43 / 184

- ← Дебелец

- ← Чаирдере

- Фъндъклийска река – 27 / 79
- Перперидере
- Двойница (Чифтедере) – 53 / 479

- ← Курудере

- Хаджийска река – 55 / 356

- → Бяла река – 23 / 90

- Ахелой – 39,9 / 141
- Айтоска река – 32,5 / 305 (влива се в Бургаското езеро)

- ← Аланско дере – 22 / 132

- ← Чукарска река (Чакърлийска река) – 37 / 129 (влива се в Бургаското езеро)
- → Русокастренска река – 65,4 / 525 (влива се в Мандренското езеро)

- → Хаджиларска река – 22 / 77

- Средецка река – 69 / 985 (влива се в Мандренското езеро)

- → Господаревска река (Голяма река, Бунарска река) – 70 / 422

- → Малката река

- ← Каракютючка река (Каракютлийска река) – 23 / 66,5

- ← Факийска река – 87,3 / 641 (влива се в Мандренското езеро)

- → Гъркова река
- ← Селска река
- ← Белевренска река (Селска река) – 24 / 90
- ← Даръдере – 24,5 / 92

- ← Изворска река (Селска река) – 35 / 109 (влива се в Мандренското езеро)
- Ропотамо – 48,5 / 249
- Дяволска река – 37 / 133
- Китенска река (Караагач) – 36 / 182

- → Узунчаирска река

- Велека – 147* (в България – 123) / 995*

- → Младежка река – 40 / 232
- ← Айдере – 26 / 94

- Резовска река – 112* / 738* (в България – 183)

- → Делиевска река (протича по българо-турската граница)
- → Църногоровска река
- → Дълбокият дол

### Бяло море (Егейско море)
- Марица – 524* (в България – 321,6) / 53 000* (в България – 34 166)

- ← Ибър – 19 / 46
- → Очушница – 26 / 151
- ← Стара река (Костенецка река) – 27 / 91
- ← Крива река – 28 / 105
- ← Яденица – 26 / 138
- ← Чепинска река (Елидере) – 83 / 900

- → Софандере (Поляница)
- → Абланица
- ← Мътница – 16,3 / 230,7

- → Тополница – 155 / 1789

- ← Крива река
- ← Въртопска река
- ← Златишка река
- ← Воздол
- ← Буновска река – 24 / 185

- → Мирковска река
- ← Смолска река

- ← Бощица (влива се в язовир „Тополница“)
- ← Мътивир – 61 / 412 (влива се в язовир „Тополница“)

- → Мала Белица

- → Луда Яна (Панагюрска Луда Яна) – 74 / 685

- ← Банска Луда Яна
- → Стрелчанска Луда Яна (Медедере) – 39 / 173

- ← Стара река (Пещерска река) – 61 / 350

- ← Равногорска река – 24 / 83

- ← Въча – 112 / 1645

- ← Чаирдере – 21 / 209

- → Триградска река
- ← Мугленска река (Тенесдере) – 27 / 90

- ← Широколъшка река – 29 / 218
- → Девинска река (Дамлъдере) – 57 / 427
- → Гашня – 20 / 54
- → Фотинска река (влива се в язовир „Въча“)

- → Потока – 56 / 423
- ← Първенецка река (Тъмръшка река) – 37 / 217

- → Чуренска река

- → Пясъчник – 72 / 663

- ← Калаващица – 33 / 186 (влива се в язовир „Пясъчник“)

- → Геренска река (влива се в язовир „Пясъчник“)

- ← Чепеларска река (Чая, Асеница) – 86 / 1010

- → Забърдовска река
- ← Юговска река – 45 / 332

- → Джурковска река
- ← Манастирска река
- ← Белишка река – 20 / 74
- ← Сушица – 24 / 62

- → Луковица – 23 / 90

- → Стряма (Гьопса) – 110 / 1394

- ← Дълга река
- → Равна река

- → Шинандере

- → Дамлъдере (Бялата река)
- → Стара река – 20 / —
- → Бяла река – 37 / 239

- → Свеженска река (Домлянска река) – 26 / 121

- ← Каварджиклийска река – 24 / 86

- → Сребра – 21 / 68
- ← Черкезица (Сушица) – 48 / 269
- ← Брезовска река – 53 / 237

- ← Карадере

- → Селска река
- → Омуровска река – 58 / 305

- ← Новоселска река (Суха река) – 22 / 118
- ← Азмака

- ← Мечка – 43 / 278

- → Чинардере (Яворица) – 31 / 92

- → Текирска река – 33 / 96
- ← Каялийка (Скаличица) – 39 / 226

- → Бяла река

- → Старата река – 44 / 156
- ← Банска река – 34 / 337

- → Куртдере

- → Меричлерска река – 37 / 117
- → Мартинка (Голяма река) – 55 / 395
- → Арпадере – 33 / 53
- → Сазлийка (Съзлийка, Ракитница, Сюютлийка) – 145 / 3239

- → Азмака – 25 / 152
- → Бедечка – 34 / 143
- → Коленска река
- → Кумруджа – 47 / 321

- → Оряховска река

- → Блатница – 54 / 656

- ← Черковска река – 26 / 77

- ← Дундарлия (Дунда) – 27 / 66
- ← Еледжик – 25 / 111

- → Мустанова река – 28 / 67

- → Овчарица – 72 / 636
- → Соколица – 60 / 343

- → Вряшка

- → Чамурлийка

- ← Мусачка река
- → Главанска река – 28 / 81

- → Голямата река
- ← Азмака
- ← Харманлийска река (Олудере, Величка) над – 90 / 956

- ← Бързей (Юрукдере) – 29 / 245

- → Карамандере (Коджадере) – 20 / 117

- → Хасковска река – 45 / 179
- → Узунджовска река – 21 / 81

- → Селска река
- ← Бисерска река (Голямата река) – 46 / 411

- ← Урумдере

- → Бакърдере – 23 / 85
- ← Лозенска река
- → Голяма река (Буюклийска, Канаклийска) – 38 / 163
- → Левченска река (Лефчанска река, Левка) – 44 / 144
- → Ченгенедере – 20 / 38
- → Каламица – 23 / 59
- ← Арда – 272* (в България – 241,3) / 5795* (в България – 5201)

- ← Елховска река – 20 / 145

- ← Чепинска река

- → Черна – 48 / 259

- → Бяла река

- → Малка Арда – 41 / 142
- ← Ардинска река
- → Давидковска река – 36 / 232

- → Рибен дол

- → Боровица (Чамдере) – 42 / 301 (влива се в язовир „Кърджали“)

- → Яйлъдере

- ← Кьошдере – 21 / 42
- ← Върбица (Сютлийка) – 98 / 1203 (влива се в язовир „Студен кладенец“)

- → Голяма река

- ← Козарска река

- ← Аламовска река
- ← Хасидере
- → Неделинска река (Узундере) – 24 / 135
- ← Дранговска река
- ← Чорбаджийска река (Къзълач) – 30 / 217
- → Ярдере
- → Джебелска река (Дермендере, Дерменчай) – 26 / 118
- ← Чуковска река
- → Дива река (Бели дол)

- → Димова река

- ← Големица (влива се в язовир „Студен кладенец“)

- → Крива река

- → Перперек – 44 / 220 (влива се в язовир „Студен кладенец“)
- ← Крумовица (Бургасдере) – 58 / 671

- ← Градински дол
- → Кесебир (Вировица) – 31 / 125
- ← Големи дол
- → Ветрица

- → Дълбок дол

- ← Марешница (влива се в язовир „Ивайловград“)

- → Кохческа река

- ← Атеренска река (Армира) – (в България – 20) / 59*

- → Тунджа – 390* (в България – 349,5) / 8429* (в България – 7884)

- → Тъжа – 26 / 116
- ← Саплама
- ← Турийска река – 21 / 83
- → Габровница – 20 / – (влива се в язовир „Копринка“)

- ← Курудере

- → Лешница (влива се в язовир „Копринка“)
- ← Гюрля (Голямата река) – 28 / 157 (влива се в язовир „Копринка“)
- → Енинска река (Стара река) – 28 / 101
- → Мъглижка река (Селчанска река) – 30 / 91
- → Ветренска река (Поповска река (Борущенска река) – 26 / 123

- → Сливитовска река

- → Радова река – 33 / 240 (влива се в язовир „Жребчево“)

- → Лазова река – 21 /54
- → Гурковска река – 16 / —

- → Твърдишка река (влива се в язовир „Жребчево“)
- → Бяла река (Беленска река) – 29 / 370

- ← Голямата река
- ← Блягорница (Благорница) – 25 / 130

- → Асеновска река (Куруча) – 36 / —
- → Арка
- → Мочурица – 86 / 1278

- → Търновска река
- ← Мараш – 42 / 232

- → Батакдере
- → Ада (Овчи кладенец) – 19 / 54
- → Боадере (Боа, Геренска река) – 27 / 107
- → Дереорман

- → Айдере

- ← Ченинедере
- → Поповска река – 72 / 533

- ← Алатлийска река (влива се в язовир „Малко Шарково“)

- ← Селска река

- ← Крушевска река (Кошудере) – 39 / 43
- → Араплийска река – 42 / 351

- ← Боялъшка река (Лалковска река) – 33 / 159
- ← Куруджадере

- ← Синаповска река (Явуздере) – 50 / 871

- → Калница (Азмак) – 72 / 577

- ← Бозашка река
- ← Карабашка река*

- ← Луда река над – 100* / —

- → Бяла река (приток на Луда река) – 69,6 / 594

- ← Зърненица
- → Ечемишка река
- ← Чукурската река
- ← Юруклерска река
- → Сухи дол

- Места – 246* (в България – 126) / 3447* (в България – 2767)

- → Черна Места – 22,6 / 159,6
- ← Бела Места – 19,7 / 82,6
- ← Белишка река – 22,6 / 134

- → Вотърчка река

- ← Изток – / —

- → Бела река (Раблево)
- → Стара река
- → Добърска река

- → Клиновчица

- ← Глазне – 25 / 119

- → Бъндерица
- ← Демяница

- ← Ръждавица
- → Златарица – 21 / 111

- ← Палатик

- ← Добринишка река – 21 / 57
- ← Ретиже – 19 / 44
- ← Каменица
- ← Брезнишка река (Туфча) – 27 / 123

- ← Лъжнишка река

- → Канина – 36 / 234

- ← Вищерица – 24 / 80

- ← Мътница – 31 / 176
- → Бистрица (Чечка) – 48,8 / 197
- → Доспат – 110* (в България – 96,2) / 633,5*

- → Сърнена река (Караджадере) – 39 / 181

- Струма – 415,2* (в България – 290) / 17 300* (в България – 10 797)

- ← Конска река – 36 / 375
- → Арката – 37 / 349
- ← Светля (река) – 32 / 349 (влива се в язовир „Пчелина“)
- → Оролачка река – 21 / 95
- ← Треклянска река (Раянска река) над – 50 / —

- ← Бъзовичка река

- ← Метохийска река

- → Явор (Пенкьовска река) – 32 / 186

- ← Драговищица – 70* (в България – 24,5) / 867*
- ← Бистрица (Соволянска Бистрица) – 51 / 300

- → Коприва

- ← Банщица (Глогошка река) – 22 / 93
- ← Новоселска река – 25 / 80
- ← Гращица – 20 / 64
- ← Елешница – 59 / 358

- → Млачка река
- ← Речица

- → Лява река (Козничка река) – 20 / 65
- → Джерман – 47 / —

- ← Джубрена (Гюбрена) – 25 / 254

- ← Тополница – 25 / 133

- → Отовица
- → Бистрица (Дупнишка Бистрица) – 25 / 133

- ← Копривен – 26 / 88
- → Рилска река – 51 / 390

- → Илийна река
- ← Рилица

- ← Лисийска река
- ← Логодашка река – 22 / 166

- ← Четирка

- → Бистрица (Благоемвградска Бистрица) – 41 / 234

- → Славова река
- → Хърсовска река

- ← Стара река (Вранещица) – 29 / 96
- → Градевска река (Еловска река) – 31 / 253

- → Мразеница
- ← Маревска река
- ← Осеновска река – 19 / 88
- → Порогошка река

- ← Сушичка река – 20 / 83

- → Потока

- → Мечкулска река
- ← Дивилска река
- → Ощавска река (Дяволска река)
- → Влахинска река – 27 / 108
- ← Стара река
- → Градешка река

- → Врабча

- ← Цапаревска река – 24 / 78
- ← Лебница – 50* / 318*
- ← Войче
- → Бистрица (Санданска Бистрица) – 33 / 139
- → Бождовска река
- ← Струмешница (Струмица) – 114* (в България – 33) / 1900*

- ← Петричка река

- → Мелнишка река – 30 / 97
- → Бистрица (Пиринска Бистрица) – 53 / 507

- → Калиманска река
- → Петровска река